# یو جونگ هی
یو جونگ هی (انگلیسی: Yu Jung-hye؛ زادهٔ ۱۰ فوریهٔ ۱۹۵۴) بازیکن والیبال اهل کره جنوبی است.